# Дубојс (Ајдахо)
Дубојс (енгл. Dubois) град је у америчкој савезној држави Ајдахо.

## Демографија
По попису из 2010. године број становника је 677, што је 30 (4,6%) становника више него 2000. године.
| Група             | 2000.       | 2010.       |
| Белци             | 380 (58,7%) | 329 (48,6%) |
| Афроамериканци    | 0 (0,0%)    | 6 (0,9%)    |
| Азијати           | 1 (0,2%)    | 2 (0,3%)    |
| Хиспаноамериканци | 256 (39,6%) | 336 (49,6%) |
| Укупно            | 647         | 677         |